# ببغاء أحمر الردف
الببغاء أحمر الردف (الاسم العلمي: Psephotus haematonotus)، المعروف أيضًا باسم الببغاء أحمر الظهر أو ببغاء العشب، هو ببغاء عريض الذيل متوسط الحجم متوطن في الغابات المفتوحة في جنوب شرق أستراليا، وخاصةً في حوض موراي دارلينغ. هذا النوع هو العضو الوحيد في جنس الببغاء الفسيفسائي (الاسم العلمي: Psephotus).